# Lardizabala biternata
Lardizabala biternata là một loài thực vật có hoa trong họ Lardizabalaceae. Loài này được Ruiz & Pav. mô tả khoa học đầu tiên năm 1798.

## Liên kết ngoài

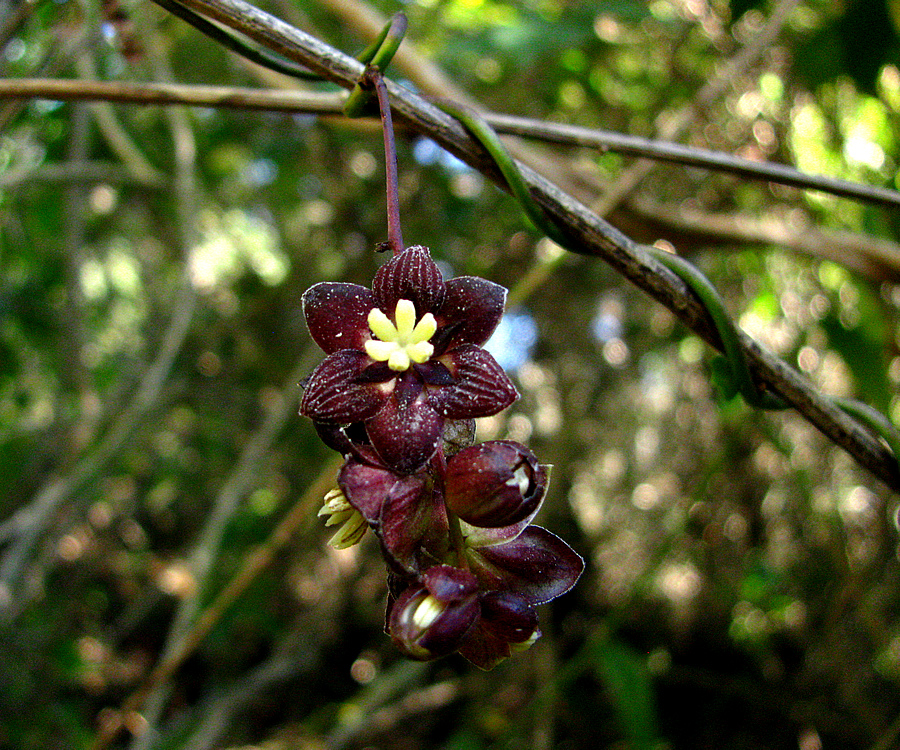
Flowers of Lardizabala biternata